# Жижія (Румунія)
Жижія (рум. Jijia) — село у повіті Ботошані в Румунії. Входить до складу комуни Албешть.
Село розташоване на відстані 365 км на північ від Бухареста, 34 км на схід від Ботошань, 66 км на північний захід від Ясс.

## Населення
За даними перепису населення 2002 року у селі проживали 657 осіб.
Національний склад населення села:
| Національність | Кількість осіб | Відсоток |
| -------------- | -------------- | -------- |
| румуни         | 641            | 97,6%    |
| цигани         | 16             | 2,4%     |

Рідною мовою назвали:
| Мова      | Кількість осіб | Відсоток |
| --------- | -------------- | -------- |
| румунська | 651            | 99,1%    |
| циганська | 6              | 0,9%     |